# Unreal Anthology
Unreal Anthology is een computerspel-verzamelpakket uit de Unrealserie. Het bestaat uit Unreal Gold (die zelf bestaat uit Unreal en Return To Na Pali), Unreal Tournament, Unreal II: The Awakening, en Unreal Tournament 2004. Het pakket bevat de nieuwste versies voor de meeste spellen. Het pakket werd deels gebruikt door Epic om de spellen van hun nieuwe uitgever weer aan te prijzen.
De eerste reacties op het pak waren goed, vooral vanwege zijn omvang. In plaats van losse cd-roms voor elk spel, waren alle spellen samengebracht op 1 dvd. Na de uitgave namen de positieve reacties af. Het originele Unreal spel was namelijk niet vergelijkbaar met andere Unreal servers. Bovendien vonden veel fans van de spellen dat de eXpanded MultiPlayer (de uitbreiding van Unreal II) er ook op had gemoeten.

## Inhoud van het pakket
- Unreal Gold versie 226, met daarin:
  - Unreal
  - Unreal Mission Pack: Return To Na Pali
- Unreal Tournament Game of the Year editie, version 436, met:
  - Bonus Packs 1-3
- Unreal II: The Awakening versie 2001
- Unreal Tournament 2004 versie 3369, met:
  - Editor's Choice Edition (Bonus Pack 1)
  - MegaPack (Bonus Pack 2)
- Bonus muziek CD, met de volgende nummers:
  1. Flightcastle (0:51) (Unreal)
  2. Shared Dig (2:34) (Unreal)
  3. Dusk Horizon (2:31) (Unreal)
  4. Bluff Eversmoking (3:57) (Unreal)
  5. Isotoxin (4:09) (Unreal)
  6. Unreal Temple (Crypt) (4:12) (Unreal)
  7. Black Wind (3:10) (Return to Na Pali)
  8. Unreal Tournament Menu (2:00) (Unreal Tournament)
  9. Foregone Destruction (4:11) (Unreal Tournament)
  10. Go Down (3:00) (Unreal Tournament)
  11. Botpack Nine (4:49) (Unreal Tournament)
  12. Mechanism Eight (6:12) (Unreal Tournament)
  13. Skyward Fire (4:56) (Unreal Tournament)
  14. Razorback (4:49) (Unreal Tournament)
  15. The Course (4:28) (Unreal Tournament)
  16. UTMenu Redux (4:14) (UT2004)
  17. Ghost of Anubis (2:01) (UT2004)
  18. Infernal Realm (1:59) (UT2004)
  19. Assault (1:59) (UT2004)
  20. Arena (0:53) (UT2004)
  21. From Below (1:59) (UT2004)
  22. Sniper Time (2:00) (UT2004)
  23. Onslaught One (3:48) (UT2004)